# バニラ・フォグ
バニラ・フォグ（Simply Irresistible）は、1999年のマーク・ターロフ監督によるファンタジー・ロマンス映画。

## あらすじ
母の遺したレストラン、サザンクロスを継いでシェフとして働くアマンダは、経営不振で悩んでいた。ある日、市場で仕入れたカニがきっかけで、デパート内で新しく開店するレストランのシェフを探しているというトムと出会う。アマンダは「これはカニのナポレオン風にするの」と言ってその場を去ったが、アマンダの心にはトムの存在が強く残った。
カニの話はでたらめなのだが、トムが破局寸前の恋人、クリスを連れサザンクロスにやってきて、カニのナポレオン風を食べたいとの注文をしてきた。アマンダは慌てふためくが、シェフのノーランと相談して即席で作ることにする。
トムはカニ料理のおいしさに舌鼓を打つ。だがクリスはヒステリーを起こし店内で暴れたあげく出て行ってしまう。面倒を起こしたことを詫びたトムは、割った皿の弁償のためにアマンダをデパートに招待する。トムは、次第にアマンダに惹かれていく。
アマンダは次第に料理の腕を上げ、サザンクロスは大繁盛。やがてデパートの重役も、アマンダに目をつけるようになる。

## キャスト
| 役名                 | 俳優                             | 日本語吹替 |
| 役名                 | 俳優                             | VHS版 |
| -------------------- | -------------------------------- | --- |
| アマンダ・シェルトン | サラ・ミシェル・ゲラー           | 本田貴子 |
| トム・バートレット   | ショーン・パトリック・フラナリー | 中原茂 |
| ロイス・マックナリー | パトリシア・クラークソン         | 宮寺智子 |
| ジョナサン・ベンデル | ディラン・ベーカー               | 千田光男 |
| その他               |                                  | 小室正幸 松本大 滝沢久美子 城山堅 大橋世津 水野龍司 宇垣秀成 上田祐司 樫井笙人 朴璐美 藤原美央子 河野智之 浅野るり |
| 翻訳                 |                                  | 木村純子 |
| 制作                 |                                  | 20世紀フォックス                                                                                                   |

## 評価
批評家には受け入れられず、Rotten Tomatoesでは30件のレビューに基づいて13％の評価を得ており、平均評価は3.9 / 10である。 Metacriticでは、21の批評家に基づいて、映画は100のうち27のスコアで、「一般的に好ましくないレビュー」を示している。批評家の否定的な評価にもかかわらず、この映画は観客から好評を得ており、Metacriticのユーザースコアは10点中8.7点で、「普遍的な評価」となっている。
ロジャー・イーバートは4つの星のうち3つを与え、「古臭くて、50年代のつまらないコメディのようだが、魅力的」と評した。